# 断罪の銃士（ガンナー）
「断罪の銃士（ガンナー）」（だんざいのガンナー）は、Dの通算18枚目のシングル。2012年7月18日にY-YARDから発売された。

## 概要
前作にひき続きY-YARDからの販売。
A-TYPE, B-TYPE, C-TYPEの3タイプ同時リリース。A-TYPE付属のDVDにはPV、B-TYPEにはPVのメイキングが収録。

## 収録曲

### 初回限定生産盤A
1. 断罪の銃士
(作詞・作曲：ASAGI)
2. Luminous flame
(作詞：ASAGI / 作曲：Tsunehito)
3. 断罪の銃士（Voiceless）

### 初回限定生産盤B
1. 断罪の銃士
2. Luminous Flame
3. 氷の墓標
(作詞：ASAGI / 作曲：Ruiza)

### 通常盤
1. 断罪の銃士
2. Luminous Flame
3. Solitude〜最後の手紙〜
(作詞：ASAGI / 作曲：HIDE-ZOU)